# یون دوک-یو
یون دوک-یو (انگلیسی: Yoon Deok-yeo؛ زادهٔ ۲۵ مارس ۱۹۶۱) بازیکن سابق و مربی فوتبال اهل کره جنوبی است.
از باشگاه‌هایی که در آن بازی کرده‌است می‌توان به باشگاه فوتبال اولسان هیوندای و باشگاه فوتبال پوهانگ استیلرز اشاره کرد.
وی همچنین در تیم ملی فوتبال کره جنوبی بازی کرده‌است.
وی در مسابقات کشوری و بین‌المللی در مجموع برندهٔ ۱ مدال برنز شده‌است.